# Visva-Bharati University
Visva-Bharati University (bengalsk: বিশ্বভারতী বিশ্ববিদ্যালয়, eller blot VBU) er et statslig universitetssystem i Indien med campus i Santiniketan nær Bolpur i delstaten Vest-Bengal, Indien. Det blev oprettet i 1863 af poeten og forfatteren Rabindranath Tagore, som landets andre universiteter i moderne tid. "Visva Bharati2 betyder "Verdens forening med Indien".
Undervisningen ved VBU holder meget høj standard i national målestok.[kilde mangler] Mange af de ledende nationalister i Indien har studeret her. Universitets status blev tildelt i 1951. VBU har to skoler, otte institutter og femten videnskabelige centre.
Centrene ved VBU er :
- Nippon Bhavana
- Indira Gandhi Centre for National Integration
- The Computer Centre
- Rural Extension Centre (REC)
- Silpa Sadana
- Palli-Charcha Kendra
- Centre of Bio-technology
- Centre of Mathematics Education
- Centre for Applied Rural Education
- Centre for Science in Villages
- Sikhsa-Charcha
- Agro-Economic Research Centre
- Centre for Environmental Studies
- Centre for Journalism and Mass Communication
- Rathindra Krishi Vigan Kendra

Studier gives i en lang række fag, op til doktorgradsniveau. Antallet af studerende er omkring 6500, og der er 511 videnskabelige medarbejdere.
Blandt tidligere studenter finder vi økonomen Amartya Sen.